# Гаєнгофен
Гаєнгофен (нім. Gaienhofen) — громада в Німеччині, розташована в землі Баден-Вюртемберг. Підпорядковується адміністративному округу Фрайбург. Входить до складу району Констанц.
Площа — 12,55 км2. Населення становить 3362 ос. (станом на 31 грудня 2020).